# Heinrich Gräfe
Pour les articles homonymes, voir Graefe.
Emil Heinrich Gräfe (né le 8 janvier 1857 à Bischofswerda et mort le 23 octobre 1917 dans la même ville) est un fleuriste allemand, marchand de vin et membre du Reichstag.

## Biographie
Son père Karl-August-Heinrich Gräfe est originaire de Pickau et y a également vécu avec sa femme Marie Gräfe, née Engel. En 1856, ils s'installent à Bischofswerda au 61 Bautzner Straße (aujourd'hui Bautzner Straße 15), où Karl-August-Heinrich Gräfe ouvre sa propre boutique en tant que taillandier. Là, entre autres, il vend des «bijoux pour hommes et pour femmes faits maison, toutes sortes d'articles en maillechort, ainsi que des assiettes à soupe, des cuillères à manger et de cuisine, des chandeliers, ainsi que des éperons de toute sorte».
Peu de temps après sa naissance, Emil est baptisé dans l'église évangélique luthérienne de Bischofswerda, où il est également membre du conseil de l'église des années plus tard. Gräfe, connu pour sa générosité, fait don d'une croix en argent et de plusieurs chandeliers d'autel en argent à l'église.
Il grandit à Bischofswerda et commence l'école à Bischofswerda à l'âge de six ans en 1863. Il y reste pendant sept ans au total jusqu'à ce qu'il aille à l'école privée de Dresde du Dr. Gelineck. Dans cette école, il suit un apprentissage comme homme d'affaires de 1871 à 1873 et travaille les années suivantes comme commis de commerce pour le bureau et les voyages. Il travaille comme voyageur et commis de 1874 à 1879 dans une usine de parapluies. Enfin, il fonde «déjà à l'âge de 22 ans en 1879 une usine de fleurs et introduit ainsi l'industrie des fleurs dans notre région». Cette usine est située au 5 Carolastraße (aujourd'hui Hellmut-Muntschick-Straße) et est devient une source de revenus pour de nombreuses familles.
Après que Heinrich Gräfe épouse Marie Ida Scheffler, leur première fille Marie Margarete Gräfe naît le 3 septembre 1881. Plus tard, elle épouse Heinrich Hubert Nicolaus Hürter et a deux filles avec lui.
L'année de la naissance de sa fille, Heinrich Gräfe fait également ses premiers pas dans la vie politique en plus de ses activités commerciales. Lorsqu'il rejoint le Parti allemand de la réforme en 1881, il jette les bases de ses futures activités politiques. Son premier fils, Georg Otto Heinrich Gräfe, naît le 29 octobre 1884. Deux ans plus tard, en 1886, il est élu conseiller municipal de la ville de Bischofswerda, et depuis 1891, il occupe également le poste de président du conseil municipal. Il se présente pour le Parti allemand de la réforme en 1893 en tant que candidat pour la troisième circonscription du Reichstag et remporte l'élection avec une large majorité. Dans le même temps, Heinrich Gräfe ouvre sa propre boutique de vins en 1896, qui est également située au 5 Carolastraße (aujourd'hui 5 Hellmut-Muntschickstraße) et pour laquelle il vend son usine de fleurs. Cependant, la production se poursuit sous le nom de "Gräfe". En outre, à partir de 1897, il travaille comme grossiste en vin pour Bischofswerda et Trarbach sur la Moselle. Quelques mois plus tard, le 22 janvier 1898, sa mère Marie Gräfe décède peu après ses 42 ans.
En 1902, s'achève le "Graefenburg", qu'Heinrich Gräfe a construit et dans lequel il emménage avec sa famille cette année-là. La maison est située aujourd'hui au 6 Johann-Sebastian-Bach-Straße (à l'époque au 2 Burgstraße) et est maintenant habitée par les descendants de Gräfe. Sa fille Hilde emménage avec sa famille dans la maison de l'autre côté de la rue. Cette année-là, le père de Heinrich Gräfe, Karl August Heinrich Gräfe, décède également le 17 juin 1902 à l'âge de soixante-dix ans.
Dans les années suivantes, Gräfe est occupé avec son travail au Reichstag, en tant que président du conseil municipal et avec son magasin de vin. Le 2 janvier 1911, il est nommé citoyen d'honneur de la ville de Bischofswerda, ce que seul Ernst Richard Huste réussit. En outre, il est honoré par la grâce royale avec la croix de Chevalier 1re classe de l'ordre d'Albert, qu'il obtient grâce à ses services pour le bien public.
L'année 1914 est une année très difficile pour la famille Gräfe. L'épouse de Heinrich Gräfe, Marie Ida Gräfe, décède le 11 mars et quelques mois plus tard, le 9 novembre 1914, son fils Georg Otto Heinrich Gräfe, qui a dû se battre au front pendant la Première Guerre mondiale, est également décédé. «Après une longue période de souffrance [...] Heinrich Gräfe, membre du Reichstag, estemporté par la mort.«. Il est mort le 23 octobre 1917 est enterré le 26 octobre dans l'ancien cimetière. Sa tombe peut encore y être visitée aujourd'hui.
De 1893 jusqu'à sa mort, il est membre du Reichstag pour la 3e circonscription du royaume de Saxe (Bautzen, Kamenz, Bischofswerda) pour le Parti allemand de la réforme

## Activités économiques
Heinrich Gräfe fonde son usine de fleurs en 1879. À cette époque, il n'a que 22 ans et a déjà acquis une expérience d'homme d'affaires dans l'industrie, car il a été formé comme homme d'affaires à Dresde et a déjà travaillé pour une usine de parapluies pendant plusieurs années. Avec la création de l'usine de fleurs, qui est située au 5 Carolastraße (aujourd'hui 5 Hellmut-Muntschick-Straße), il réintroduit cette branche d'industrie à Bischofswerda et dans les villages et villes voisines. Cette usine est bénéfique pour de nombreuses familles car elle «est devenue une source de revenus bénéfique». Ici, les fleurs artificielles sont fabriquées à partir de soie, qui peuvent être attachée à des vêtements ou à des chapeaux. Les couturières des fleurs sont des femmes au foyer de la région qui peuvent emporter les tissus, principalement de la soie, chez elles et produire les fleurs de chez elles. De cette façon, elles peuvent s'occuper de leur famille en même temps. Lorsqu'elles ont fini de traiter les tissus et de coudre les fleurs, elles les renvoient à l'usine de fleurs, où elles sont revendus. Depuis lors, plus de 1000 personnes travaillent dans ce secteur industriel à Bischofswerda et dans ses environs. Lorsque Heinrich Gräfe ouvert sa boutique de vins dans le même bâtiment que l'usine en 1896, il vend la production de fleurs à l'homme d'affaires Richard Hermann Kreisig. Cependant, la production continue sous le nom de "Gräfe".
Après la vente de l'usine de fleurs en 1896, Heinrich Gräfe fonde la même année le grossiste en vin Gräfe. Un an après sa fondation, Gräfe est déjà un négociant en vins reconnu pour Bischofswerda, mais aussi pour Trarbach sur la Moselle. "Le célèbre grossiste en vin Gräfe est [...] même fournisseur de la cour de Sa Majesté le Roi de Saxe", qui est également due à l'amitié entre Heinrich Gräfe et le roi Frédéric-Auguste, qui s'est approfondie en conséquence. Gräfe vend et stocke principalement des vins importés de Bordeaux et des vins du sud, mais il possède également un grand entrepôt de vins de Moselle et du Rhin, de vins mousseux et de vins de dessert. La plus grande partie se trouve dans le "Graefenburg" au 2 Burgstrasse, où Heinrich Gräfe vit depuis 1902. En plus des vins, il vend également du cognac brandy allemand de Jas Purnier & Co. Ce cognac coûte entre 5,50 et 45 marks par bouteille. Étant donné que Gräfe est un homme d'affaires et s'intéresse à l'économie, il s'intéresse également aux questions économiques en politique. Par exemple, il est longtemps membre du syndicat des agriculteurs et délégué syndical des agriculteurs. Au Reichstag, il est responsable, entre autres, de la taxe sur les vins mousseux et des lois sur le vin.

## Activités politiques
Après qu'une demande de projet de loi militaire est déposée en 1893 et rejetée par le Reichstag, le message impérial indique que le Reichstag doit être dissous. En conséquence, des candidats du Reichstag ont dû désignés pour les nouvelles élections, dont Heinrich Gräfe, bien qu'il n'ait pas déposé de candidature. En raison de l'acceptation de sa candidature pour la troisième circonscription de Saxe, il est destitué en tant que délégué syndical de la Fédération des agriculteurs.
Le parti allemand de la réforme présente Gräfe comme un simple homme du peuple, puisqu'il n'a pas hérité de sa richesse, mais l'a gagnée lui-même. En outre, ses qualités exemplaires sont mises en avant, à savoir la force, le courage et, surtout, un caractère honorable, mais aussi le fait qu'il est un Allemand loyal, vit selon les idéaux chrétiens et fait des sacrifices pour le peuple. Le Parti allemand de la réforme "défend la préservation de la classe moyenne, de l'agriculture, de l'artisanat et du commerce". De plus, elle veut «renforcer la Wehrmacht» et «éteindre le judaïsme». On peut lire à maintes reprises dans leurs appels électoraux que les gens doivent être économiquement en bonne santé, avoir une classe moyenne viable et une classe ouvrière en bonne santé. Afin de convaincre les électeurs, ils présentent le parti conservateur sous un mauvais jour. Par exemple, il est dit que le parti conservateur "n'a pas fait la moindre chose depuis les dernières élections pour s'opposer à l'onde de tempête révolutionnaire rouge, qui [a percé] tous les barrages" mais le parti allemand de la réforme "va en plein milieu du camp rouge depuis des années". Il est également démontré que les plus grands opposants aux partis conservateurs sont les sociaux-démocrates, qui ont pris le pouvoir dans tout l'empire.
Un point important des programmes électoraux des différents partis est le projet de loi militaire, "qui vise principalement à construire une marine allemande forte, pour laquelle des ressources financières considérables sont nécessaires". C'est un point de conflit majeur dans lequel les vues divergent même au sein des partis. Le Parti allemand de la réforme est favorable au projet de loi militaire, qui signifie un renforcement de l'armée et une meilleure protection de l'Allemagne, mais à la condition que le gouvernement s'engage à couvrir les coûts avant de l'approuver. Les discours électoraux dans les différentes auberges font également partie de la campagne. Par exemple, Gräfe s'entretient avec 400 auditeurs à Burkau «dans un discours court et pétillant sur les relations de son parti avec les sociaux-démocrates et les conservateurs, en particulier sur les différents points de vue sur le projet de loi militaire» et peut le faire parce qu'il est un orateur remarquable et de gagner de nombreux votes. Il réussit à le faire dans presque tous les villages, à l'exception de Großröhrsdorf, Pulsnitz, Meißner Seite, Ohorn et Böhmisch-Vollung.
Lorsque les élections du Reichstag se tiennent finalement le 15 juin 1893, le Parti allemand de la réforme gagne avec 7 293 voix devant les sociaux-démocrates et les conservateurs. Dans la seule circonscription de Bischofswerda, Gräfe obtient 606 voix, soit le deuxième meilleur résultat électoral depuis 1877.